# پپیتسه (استان اوپوله)
پپیتسه (به لهستانی: Pępice) یک منطقهٔ مسکونی در لهستان است که در گمینا سکاربیمیژ واقع شده‌است. پپیتسه ۳۶۰ نفر جمعیت دارد.